# Giulia Gabbrielleschi
Giulia Gabbrielleschi (née le 24 juillet 1996 à Pistoia) est une nageuse italienne spécialisée dans la nage en eau libre.

## Biographie
Le 9 août 2018, Giulia Gabbrielleschi remporte la médaille d'argent du 10 km en eau libre lors des Championnats d'Europe de natation en 1 h 54 min 53 s 0 derrière la Néerlandaise Sharon van Rouwendaal.

## Palmarès

### Championnats du monde
- Championnats du monde 2017 à Budapest ( Hongrie) :
  -  Médaille de bronze du 5 km eau libre par équipes

- Championnats du monde 2022 à Budapest ( Hongrie) :
  -  Médaille de bronze du 5 km eau libre
  -  Médaille de bronze du 6 km eau libre par équipe

### Championnats d'Europe
- Championnats d'Europe 2018 à Glasgow ( Royaume-Uni) :
  -  Médaille d'argent du 10 km eau libre
- Championnats d'Europe 2020 à Budapest ( Hongrie) :
  -  Médaille d'or sur 5 km par équipe mixte en eau libre
  -  Médaille d'argent du 5 km eau libre[1].

### Jeux méditerranéens de plage
- Jeux de plage 2015 à Pescara ( Italie)
  -  Médaille d'argent du 5 km eau libre
  -  Médaille d'argent du 5 km eau libre mixte par équipes